# Koreaans
Het Koreaans is de officiële taal van Zuid- en Noord-Korea. Het wordt ook gesproken in Yanbian, een aan Korea grenzend deel van de Volksrepubliek China. In totaal zijn er zo'n 78 miljoen mensen in de wereld die Koreaans spreken, waaronder grote groepen in de voormalige Sovjet-Unie (de Korjo-saram, die de mengtaal Koryo-mar spreken), in de VS, Canada en Japan. Exacte classificatie van het Koreaans staat ter discussie, maar het wordt door velen beschouwd als een isolaat. Sommige linguïsten klasseren het bij de Altaïsche taalfamilie.
Het Koreaanse schrift (Hangul) is alfabetisch en fonetisch. De daarnaast gebruikte Sino-Koreaanse karakters (Hanja) en meer dan 50% van de Koreaanse woordenschat is, al dan niet rechtstreeks, ontleend aan het Chinees, op eenzelfde manier als veel Europese talen grote delen van hun vocabulaire hebben ontleend aan het Latijn en Grieks.

## Naam
Koreaans is niet de naam waarmee de sprekers hun taal aanduiden. In het Koreaans zegt men:
- in Noord-Korea (McCune-Reischauer):
  - Tjosono of 조선어
  - Tjosonmal of 조선말
- in Zuid-Korea (Herziene Koreaanse Romanisatie):
  - Hankugo of 한국어
  - Hankoegmal of 한국말

## Classificatie en verwante talen
Het Koreaans wordt vaak geklasseerd als een aparte taal in een eigen familie (een isolaat). Daarnaast zien vele Koreanen en sommige Westerse linguïsten een verwantschap met de Altaïsche talen. Traditionele Westerse (vanaf de 18e eeuw) en Japanse linguïsten geloofden dat het Koreaans verwant is met het Japans en pas hogerop samenkomt met de andere Altaïsche talen als het Mongools en de Turkse talen.
In Korea wordt de mogelijkheid dat de taal verwant is aan het Japans, vaak genegeerd; de gespannen relatie tussen de twee landen zorgt ervoor dat een discussie over de verwantschap van hun talen nogal controversieel is. Zelfs de relatie tussen het Koreaans en het Altaïsch en Proto-Altaïsch wordt de laatste tijd eveneens sterk in twijfel getrokken. Het Koreaans heeft enige morfologische gelijkenis met enkele talen van de Oost-Turkse groep, namelijk het Yakut en sommige varianten ervan, en sommige linguïsten geloven dat het Altaïsch zelf deel uitmaakt van de Oeral-Altaïsche taalfamilie. De tegenstanders van deze visie geloven dat veel van de Altaïsche invloeden er zijn gekomen tijdens de Mongoolse overheersing tijdens de Goryeodynastie.
De schijnbare gelijkenissen tussen Koreaans en Chinees (van de Sino-Tibetaanse talen) — vooral wat betreft woordenschat en bepaalde manieren van uitspraak — zijn oppervlakkig en niet genetisch. Ze ontstonden door nauw en frequent contact gedurende de loop der tijden.

## Dialecten

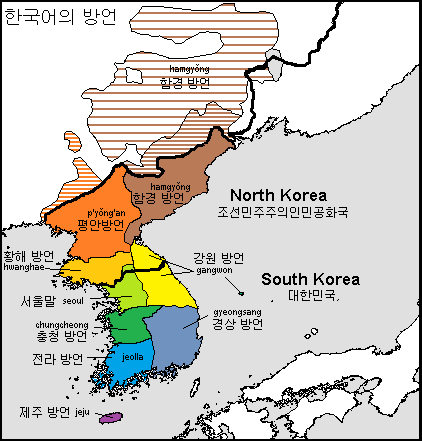
De Koreaanse dialecten

Het Koreaans heeft verscheidene dialecten (in het Koreaans mal (letterlijk spraak), bangeon of saturi). De standaardtaal (Pyojuneo of Pyojunmal) van Zuid-Korea is gebaseerd op de dialecten van de regio rond Seoel en de standaardtaal van Noord-Korea is gebaseerd op de dialecten van rond Pyongyang. Deze dialecten lijken alle sterk op elkaar, en in feite zijn alle dialecten, behalve dat van het eiland Jeju, onderling verstaanbaar. Het dialect van Jeju wordt door sommige Koreaanse linguïsten beschouwd als een aparte taal. Het belangrijkste verschil tussen de verschillende dialecten is het gebruik van de klemtoon: sprekers van Seoel gebruiken die zeer weinig en standaard-Zuid-Koreaans heeft een zeer vlakke intonatie; sprekers van Gyeongsang daarentegen hebben een zeer geprononceerde intonatie, wat maakt dat hun dialect voor westerlingen meer als een Europese taal klinkt.
Hoewel de naamgeving en groepering van de dialecten voortdurend verandert naarmate de studie van de dialecten verdergaat, is hier een lijst van de traditionele namen en plaatsen:
| Dialect        | Plaats                                                                              |
| -------------- | ----------------------------------------------------------------------------------- |
| Seoelmal       | Seoel, Incheon, Gaeseong Cities, Kyeonggi                                           |
| Gangwonmal     | Gangwon                                                                             |
| Hwanghaemal    | Hwanghae-pukto en Hwanghae-namdo                                                    |
| Pyeonganmal    | Pyongyang, steden van Nampo, Noord- en Zuid-Pyeongan, provincies van Jagang         |
| Chungcheongmal | stad Daejeon, provincies Noord- en Zuid-Chungcheong                                 |
| Jeollamal      | stad Gwangju, provincies Noord- en Zuid-Jeolla                                      |
| Gyeongsangmal  | Busan, Daegu, steden van Ulsan, provincies Noord- en Zuid-Gyeongsang                |
| Jejumal        | eiland Jeju en provincie Jeju-do                                                    |
| Hamgyeongmal   | Cheongjin, steden van Najin-Seonbong, Noord- en Zuid-Hamgyeong, provincies Yanggang |

## Klanken

### Medeklinkers
|                      |                      | Bilabiaal | Alveolair | Palataal | Velair | Glottaal |
| -------------------- | -------------------- | --------- | --------- | -------- | ------ | -------- |
| Occlusief            | vlak                 | p         | t         | c        | k      |          |
| Occlusief            | gespannen            | p’        | t’        | c’       | k’     |          |
| Occlusief            | aangeblazen          | ph        | th        | ch       | kh     |          |
| Fricatief            | vlak                 |           | s         |          |        | h        |
| Fricatief            | gespannen            |           | s’        |          |        |          |
| Nasaal               | Nasaal               | m         | n         |          | ŋ      |          |
| Laterale approximant | Laterale approximant |           | l         |          |        |          |

Voorbeeldwoorden voor medeklinkers:
| foneem | IPA   | geromaniseerd | Nederlands   |
| ------ | ----- | ------------- | ------------ |
| p      | pal   | bal           | voet         |
| p’     | p’al  | ppal          | zuigend      |
| ph     | phal  | pal           | arm          |
| m      | mal   | mal           | paard        |
| t      | tal   | dal           | maan         |
| t’     | t’al  | ttal          | dochter      |
| th     | thal  | tal           | rijdend      |
| n      | nal   | nal           | dag          |
| c      | cal   | jal           | goed         |
| c’     | c’al  | jjal          | persend      |
| ch     | chal  | chal          | stampend     |
| k      | kal   | gal           | gaand        |
| k’     | k’al  | kkal          | verspreidend |
| kh     | khal  | kal           | mes          |
| ŋ      | baŋ   | bang          | kamer        |
| s      | sal   | sal           | vlees        |
| s’     | s’al  | ssal          | rijst        |
| l      | balam | baram         | wind         |
| h      | hal   | hal           | doend        |

[c], [cʰ] en [c'] hebben meer frictie dan de andere occlusieven en worden soms beschouwd als affricaten.
Het symbool [’] wordt gebruikt om de gespannen medeklinkers ([p’], [t’], [c’], [k’] en [s’]) aan te duiden, maar in het IPA staat het voor een ejectief, wat hier dus niet het geval is. De gespannen occlusieven worden uitgesproken met een gedeeltelijk opgespannen glottis en extra subglottale spanning.

### Klinkers

#### Eenklanken
Het Koreaans kent 8 verschillende klinkersoorten en een onderscheid volgens lengte. De gesloten-midden geronde voorklinker [ø] kan nog steeds worden gehoord bij oudere sprekers, maar is bijna volledig vervangen door de tweeklank [we]. Ook het lengteonderscheid voor alle klinkers kan bij oudere sprekers worden opgemerkt, maar bij jongeren wordt het onderscheid niet langer gemaakt.
| i | siˈɟaŋ  | sijang  | honger  | iː | ˈsiːɟaŋ | sijang | markt       |
| e | beˈɡɛ   | begae   | kussen  | eː | ˈbeːda  | beda   | snijden     |
| ɛ | tʰɛˈjaŋ | taeyang | zon     | ɛː | ˈtʰɛːdo | taedo  | attitude    |
| a | ˈmal    | mal     | paard   | aː | ˈmaːl   | mal    | spraak      |
| o | poˈli   | bori    | gerst   | oː | ˈpoːsu  | bosu   | salaris     |
| u | kuˈli   | guri    | koper   | uː | ˈsuːbak | subak  | watermeloen |
| ʌ | ˈpʌl    | beol    | straf   | ʌː | ˈpʌːl   | beol   | bij         |
| ɯ | ˈʌːlɯn  | eoreun  | ouderen | ɯː | ˈɯːmsik | eumsik | eten        |

#### Twee- en glijklanken
[j] en [w] worden beschouwd als componenten van tweeklanken en niet als aparte medeklinkers.
|    |          |       |            | wi | dwi     | dwi    | rug      | ɯi' | ˈɯisa | uiza | dokter |
| je | ˈjeːsan  | yesan | budget     | we | kwe     | gwe    | doos     |     |       |      |        |
| jɛ | ˈjɛːki   | yaegi | verhaal    | wɛ | wɛ      | wae    | waarom   |     |       |      |        |
| ja | ˈjaːgu   | yagu  | basebal    | wa | kwaːˈil | kwa-il | vruchten |     |       |      |        |
| jo | ˈkjoːs’a | gyosa | leerkracht |    |         |        |          |     |       |      |        |
| ju | juˈli    | yuri  | glas       |    |         |        |          |     |       |      |        |
| jʌ | jʌːgi    | yeogi | hier       | wʌ | mwʌ     | mwo    | wat      |     |       |      |        |

Bron: Handbook of the International Phonetic Association

#### Fonologie
[s] wordt gepalataliseerd tot [ʃ] of [ɕ] voor [j] or [i].
[h] wordt gelabialiseerd tot [ɸ] voor [o] en [u] en gepalataliseerd tot [ç] voor [i] of [j]
[p], [t], [c] en [k] worden stemhebbend [b], [d], [ɟ] en [ɡ] tussen sonorante segmenten.
[l] wordt een alveolaire flap [ɾ] tussen sonorante segmenten zoals tussen twee klinkers.
Fonetische regels — vooral assimilatie — transformeren de uitspraak van sommige woorden. Bijvoorbeeld:
- Jonglo wordt Jongno uitgesproken
- Hankukmal wordt Han-gungmal

Occlusieven zijn doorgaans stemloos, maar licht aangeblazen occlusieven worden stemhebbend en niet-aangeblazen tussen klinkers. Bijvoorbeeld:
- p → b
- t → d
- k → g

Occlusieven worden genasaleerd voor een nasaal. Bijvoorbeeld:
- p → m (voor m, n, of ng)
- t → n (voor m, n, of ng)
- k → ng (voor m, n, of ng)

Een verschil tussen de standaarduitspraken van Zuid- of Noord-Korea is het gebruik van initiële [r]. Bijvoorbeeld:
- 勞動 noord: rodong, zuid: nodong (werk)
- 鴨綠江 noord: Amrokgang, zuid: Amnokgang (een rivier)
- 心理學 noord: shimrihak, zuid: shimnihak (psychologie)

Hangul toont deze assimilatie niet, maar schrijft de onderliggende morfologie.

## Spraakkunst
Het Koreaans is een agglutinerende taal. De Koreaanse spraakkunst lijkt sterk op die van het Japans. De basis van de Koreaanse zin is onderwerp-voorwerp-werkwoord (SOV) en "modifiers" komen voor het aangepaste woord. Dus, als men in het Nederlands zou zeggen: "Ik ga naar de winkel om wat eten te kopen," wordt dat in het Koreaans: *"Ik eten kopen om-te winkel-naar ga."
In het Koreaans kunnen "onnodige" woorden weggelaten worden zolang de context de betekenis duidelijk maakt. Bijvoorbeeld:
H: "가게에 가세요?"
G: "예."
H: *"winkel-naar gaan?"
G: "ja."
wat in het Nederlands geeft:
H: "Gaat u naar de winkel?"
G: "Ja."
In tegenstelling tot het Nederlands vervoegt het Koreaans het werkwoord niet om overeen te komen met het onderwerp en substantieven hebben geen genus. In plaats daarvan hangen werkwoordsvervoegingen af van de tijd en de relatie tussen de sprekenden. Wanneer men spreekt tegen of over vrienden, zou men de ene uitgang gebruiken, tegen de ouders een andere en tegen edelen of geëerde personen nog een andere.
De relatie tussen een spreker of schrijver en zijn luisteraars resp. lezers is ontzettend belangrijk in het Koreaans en de grammatica reflecteert dit. De relatie tussen spreker/schrijver en onderwerp wordt weergegeven in beleefheidsvormen terwijl die met de luisteraar/lezers wordt uitgedrukt in spraakniveaus.

### Spraakniveaus
De meest gebruikte 'beleefde' Koreaanse spraakniveaus ('speech levels' in het Engels) zijn 해요체 haeyoche en 합쇼체 hapsyoche. De eerstgenoemde is uit Seoel afkomstig en is informeler dan de laatstgenoemde. Oorspronkelijk werd haeyoche voornamelijk door vrouwen gebruikt, maar tegenwoordig gebruiken ook mannen dit spraakniveau, vooral in Seoel. Hapsyoche wordt steeds in formele situaties gebruikt, in tv-nieuwsuitzendingen en wordt meer door mannen dan door vrouwen gebruikt.
Spraakniveaus komen tot uitdrukking in werkwoorduitgangen, waarbij soms ook een onderscheid kan gemaakt worden als het over een verklarende, een uitroepende of vragende zin gaat. Hieronder een korte vergelijking:
Haeyoche
| Werkwoord   | Stam   | Uitgang      | Eindvorm       | Betekenis     |
| ----------- | ------ | ------------ | -------------- | ------------- |
| 가다 gada   | 가 ga  | + ~아요 ayo  | 가요 gayo      | gaan          |
| 있다 itt-da | 있 itt | + ~어요 eoyo | 있어요 isseoyo | zijn, bestaan |

Hapsyoche
| Werkwoord   | Stam   | Uitgang            | Eindvorm            | Betekenis     |
| ----------- | ------ | ------------------ | ------------------- | ------------- |
| 가다 gada   | 가 ga  | + ~ㅂ니다 ~mnida   | 갑니다 gamnida      | gaan          |
| 있다 itt-da | 있 itt | + ~읍니다 seumnida | 있읍니다 isseumnida | zijn, bestaan |

Vergelijk ook:
영어를 좋아하세요? yeongeoreul johahaseyo? - "Hou je van Engels?" (haeyoche, vragend)

영어를 좋아하십니까? yeongeoreul johahashimnikka? - "Hou je van Engels?" (hapsyoche, vragend en beleefd)

#### Beleefdheidsvormen
Binnen een spraakniveau kunnen subtiele wijzigingen in een werkwoorduitgang voorkomen om extra beleefd en respectvol over te komen ten opzichte van degene die men aanspreekt. Dit wordt bij 해요체 gewoonlijk gedaan door ~세 toe te voegen en ~시 wanneer het over 합쇼체 gaat. Deze beleefheidsvormen kunnen enkel toegepast worden op een ander, niet wanneer je naar jezelf verwijst. Hieronder een aantal voorbeelden:
한국에 가요. hanguke gayo - "Ik ga naar Korea."

한국에 가세요. hanguke gaseyo - "U gaat naar Korea."
한국에 갑니다. hanguke gamnida - "Ik ga naar Korea."

한국에 가십니다. hanguke gashimnida - "U gaat naar Korea."
Zie verder ook de voorbeeldzinnen bij het vorige onderdeel.
In een aantal gevallen zal men een 'honorific' synoniem gebruiken voor het oorspronkelijke werkwoord in plaats van het niet-honorific werkwoord beleefder te maken door een aanpassing in de uitgang te maken.

#### Honorifics
Het gebruik van bepaalde Koreaanse woorden verschilt naargelang de persoon tegen wie men spreekt en het gebruikte spraakniveau. Woorden die normaliter enkel gebruikt worden in formele situaties, wanneer men respect voor de aangesproken persoon wil uitdrukken, bijvoorbeeld als men tegen oudere mensen spreekt, worden in het Engels aangeduid met de term 'honorifics'. Het kan hierbij over allerlei woordsoorten gaan, variërend van zelfstandige naamwoorden tot werkwoorden. Hieronder een aantal voorbeelden:
| Normaal       | Honorific      | betekenis     |
| ------------- | -------------- | ------------- |
| 보다 boda     | 뵙다 boeda     | zien          |
| 이름 ireum    | 성함 seongham  | naam          |
| 생일 saeng-il | 생신 saengshin | verjaardag    |
| 있다 itt-da   | 계시다 keshida | zijn, bestaan |

## Woordenschat
Ruim de helft van de Koreaanse woordenschat is afkomstig uit het geschreven Chinees. Een veel kleiner aandeel van de Koreaanse woordenschat zijn leenwoorden uit het Japans, Mongools en Sanskriet. De meest recente leenwoorden komen uit westerse talen, voornamelijk het Engels.
Door de langdurige splitsing tussen Noord- en Zuid-Korea zijn vele woorden niet hetzelfde. Zuid-Korea heeft veel woorden geleend uit het Engels (deze woorden worden Konglish genoemd), terwijl Noord-Korea verschillende woorden leent uit het Russisch. Ook typisch Koreaanse woorden verschillen soms in de twee Korea's.
Bijvoorbeeld:
- Noord-Korea: 동무 (Dong-mu) - Zuid-Korea: 친구 (Chin-gu) (betekent vriend)
- Noord-Korea: 부루 (Bu-ru) - Zuid-Korea: 상추 (Sang-chu) (betekent sla)
- Noord-Korea: 뽈스까 (Bbol-su-kka) - Zuid-Korea: 폴란드 (Pol-lan-deu) (betekent Polen)

## Uitdrukkingen
Hallo!
안녕하세요? annyeonghaseyo

안녕하십니까? annyeonghashimnikka
Deze uitdrukking kan ook "Hoe gaat het?" betekenen en kan verder ook worden gebruikt om iemand 's morgens, 's (na)middags en 's avonds te begroeten.
Hoe maakt u het?
어떻게 지내세요? eotteohke jinaeseyo

처음 뵙게습니다? cheo-eum beogeseumnida
Het gaat goed met me.
잘 지내요. jal jinaeyo

괜찮습니다. kwaenchanhseumnida
Bedankt.
고마워요. komaweoyo

고맙습니다. komapseumnida
감사해요. kamsahaeyo

감사합니다. kamsahamnida
Het spijt me.
미안해요. mianhaeyo

미안합니다. mianhamnida
Excuseer me.
실례합니다. shillyehamnida

## Schrift
Het Hangul-schrift is ontworpen in 1446 bij decreet van koning Sejong de Grote.
| Hangul 한글 | ㅂ | ㄷ | ㅈ | ㄱ | ㅃ | ㄸ | ㅉ | ㄲ | ㅍ | ㅌ | ㅊ  | ㅋ | ㅅ | ㅎ | ㅆ | ㅁ | ㄴ | ㅇ | ㄹ   |
| RR          | b  | d  | j  | g  | pp | tt | jj | kk | p  | t  | ch  | k  | s  | h  | ss | m  | n  | ng | r, l |
| IPA         | p  | t  | t͡ɕ | k  | p͈  | t͈  | t͡ɕ͈ | k͈  | pʰ | tʰ | t͡ɕʰ | kʰ | s  | h  | s͈  | m  | n  | ŋ  | ɾ, l |

| Hangul 한글 | ㅣ | ㅔ | ㅚ    | ㅐ | ㅏ | ㅗ | ㅜ | ㅓ | ㅡ | ㅢ | ㅖ | ㅒ  | ㅑ | ㅛ | ㅠ | ㅕ  | ㅟ     | ㅞ | ㅙ  | ㅘ | ㅝ |
| RR          | i  | e  | oe    | ae | a  | o  | u  | eo | eu | ui | ye | yae | ya | yo | yu | yeo | wi     | we | wae | wa | wo |
| IPA         | i  | e  | ø, we | ɛ  | a  | o  | u  | ʌ  | ɯ  | ɰi | je | jɛ  | ja | jo | ju | jʌ  | ɥi, wi | we | wɛ  | wa | wʌ |